# 肉铺与圣家族的施舍
《肉铺与圣家族的施舍》是荷兰画家彼得·阿尔岑（1508-1575年）于1551年完成的一幅画作。画作描绘了农民市场的场景，市场上有大量的肉类和其他食物。画面背景展现的是《圣经》中逃往埃及的故事，圣母玛利亚在路上向穷人施舍。这幅画表面上看起来是一幅以食物为主题的普通静物画，但它却富有象征意义，隐藏着丰富的宗教意义，体现了一种推崇精神生活的视觉隐喻。

## 画家

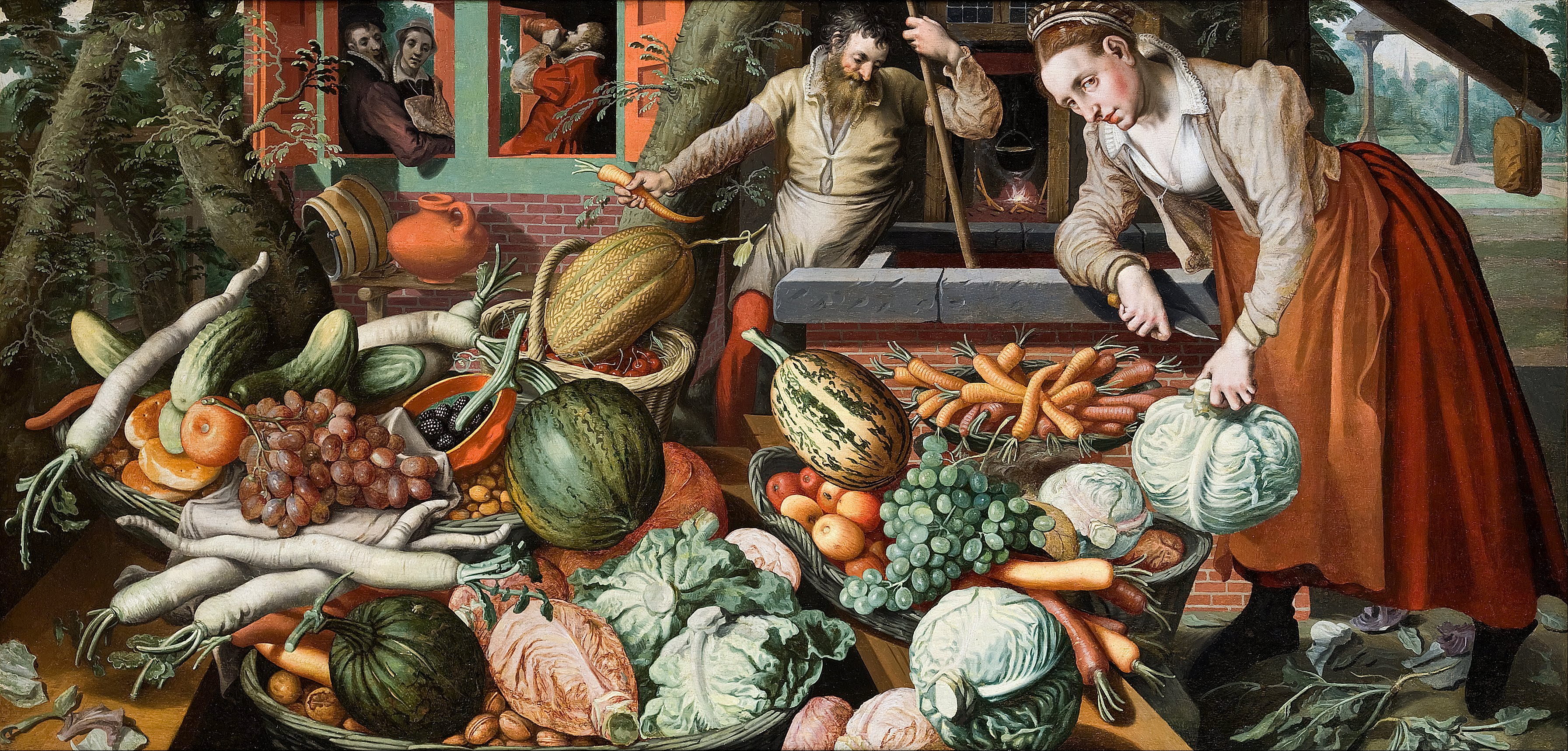
阿尔森有关水果和蔬菜摊位的画作，上图为《市场场景》，在构图上与《肉铺与圣家族的施舍》相似。

彼得·阿尔森是一位来自阿姆斯特丹的静物画家，曾在安特卫普工作多年，以自然主义风格描绘日常生活场景而闻名。他是16世纪北方文艺复兴时期风格主义的代表。风格主义是这一时期荷兰和德国绘画的新流派，其特点是精确的观察和自然主义，为绘画注入了现实主义的特点。许多北方艺术家前往意大利学习，受到意大利文艺复兴时期创新的影响，与此同时也用新发展的油画等技术影响着意大利文艺复兴时期的画家。
阿尔森被认为是静物画的创始人之一。他的绘画风格非常新颖，融合了静物画和风俗画的特点。他的作品秉承了弗兰德斯传统，且极具创意。例如《肉铺》这幅画，前景中是现实大小的静物画，背景中透过开放的空间展示出三个较小的场景。与之相似的一系列作品被视为从人物主题绘画中发展出来的静物画流派的先驱。
由于新教徒拒绝天主教艺术的传统，阿尔特森的许多画作被圣像破坏者摧毁，尤其是他的祭坛画，其中一些甚至被砍成了碎片。只有那些涉及较少宗教题材的画作才得以保留。《肉铺》是阿尔森在从安特卫普搬到阿姆斯特丹的几年前所画。

## 画面内容
《肉铺与圣家族的施舍》是一幅大型油画，以高度现实主义的风格描绘了丰富的食物，而叙事则隐藏在背景中，只能透过摊位的窗户和开口看到。阿尔森的画作经常采用“倒置静物”风格，其中静物部分位于前景，而叙事部分位于背景。丰富多样的食物分散了观众的注意力。前景中的盘子、肉类、火腿、猪油、熏鱼、猪腿和猪头、面包、黄油、牛奶、奶酪和悬挂的椒盐脆饼（在左侧角落）在观看者面前呈现，人物主体则被静物构图所淹没。香肠、牛肉、鱼、禽和猪肉等各种肉类都用篮子、锅和盘子摆放在木桌上，一个桶和一些柳条椅也被用作了装食物的容器。

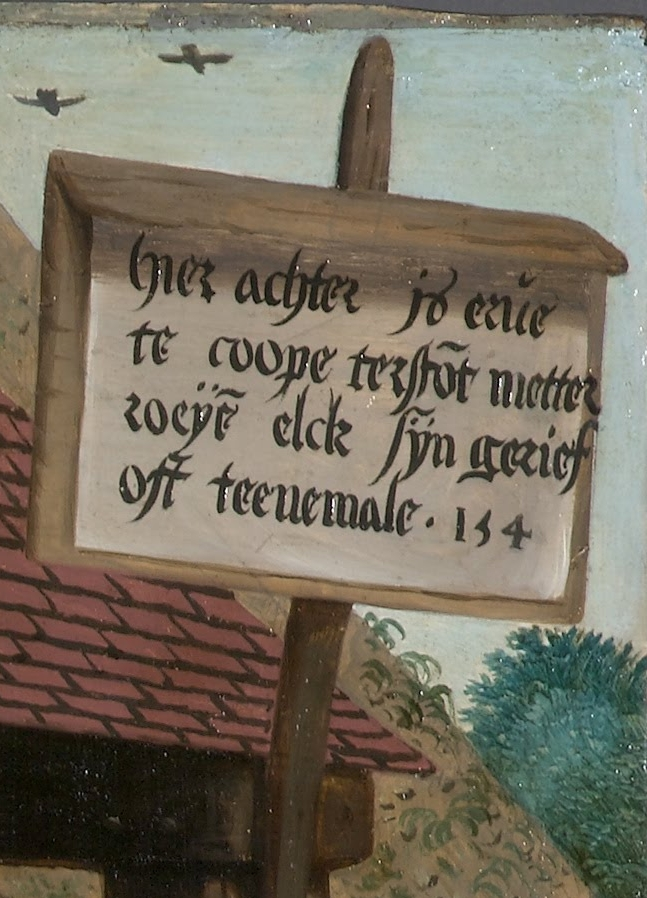
这块牌子上用弗拉芒语写着：“此地后面有154尺土地即刻出售，您可以根据您的方便按尺购买，也可以一次性全部购买”。

透过肉铺窗户能看到一片带有道路的想象中的风景，这片风景在人们第一眼看到这幅画时几乎不会注意到。透过中间较小的窗户可以看到远处的第二片风景。这些小幅风景中隐藏着一个宗教故事，描绘了圣家族为躲避希律王的骚扰而前往埃及途中向穷人施舍的情景。路上的其他人正朝着教堂的方向走去。行人和圣家族成员都穿着当代尼德兰服装。画面右侧，在一个从井里汲水的人物后面有一个酒馆，里面的风俗画人物描绘了一群正在饮酒和吃牡蛎和贻贝的人。酒馆前挂着一具尸体，状态与伦勃朗的那幅被宰杀的公牛的画作中的公牛尸体非常相似。
旅馆周围的地面上覆盖着牡蛎壳，暗示着欲望。酒馆里的一个场景展现了浪子回头的圣经故事，而酒馆里描绘的女人可能是一个与顾客交往的妓女。这幅画具有丰富的象征意义并传达着隐藏的信息。画面中的飞鱼交叉摆放在锡盘上，象征着四旬斋，即信徒禁食肉类的一段时间。向穷苦逃亡者的慈善施舍与前景食物的丰盛丰足之间的对比传达了某种宗教象征意义，即将“身体的食物”与“灵魂的食物”联系起来，呼吁观众将注意力从世俗的事物中转移开。整个圣家族都出现在这部分画作中：玛利亚抱着圣婴，骑着由约瑟牵着的驴，向一个贫困的家庭分发面包，分享着圣家族仅有的一点食物。小男孩和他的父亲正在从玛丽手中接过代表圣餐的面包。摊位上食物的丰盛与丰富是对暴食的一种讽刺。肉也可以被视为“软弱的肉体”的象征和暗示（马太福音26:41）。被屠宰的动物可能象征着信徒的死亡，这是在16和17世纪相当常见的意象。
在画的右上角，一块木质标语牌上贴着一张手写的标语。这则广告用弗拉芒语（荷兰语的一种，在比利时北部的弗兰德斯地区使用）写道：“此地后方有154尺土地立即出售，您可以根据您的方便按尺购买，也可以一次性全部购买”。学者们对该标志的讨论达成了普遍的共识，认为其信息“是对这一场景的隐喻性评论”，警告社会如果过分注重物质利益，将会失去精神财富。

## 不同版本
这幅画现藏于北卡罗来纳艺术博物馆，但至少存在四个相似的版本。这表明它在当时是一幅著名作品，经常被仿制。不同版本的画作尺寸略有不同，分别是：北卡罗来纳艺术博物馆的《肉铺与圣家族的施舍》，115 cm × 165 cm（45英寸 × 65英寸）；古斯塔夫乌普萨拉大学艺术收藏馆的《屠夫的摊位和向埃及的逃亡》，123.3 cm × 150 cm（48.5英寸 × 59.1英寸）；桑坦德银行基金会收藏的《静物与肉和圣家族》，111 cm × 165 cm（44英寸 × 65英寸）。以及博尼范坦博物馆收藏的《肉摊和逃向埃及》。